# El faro
El faro, coneguda també com El faro del Sur, és una pel·lícula argentina dramàtica de 1998 co-escrita i dirigida per Eduardo Mignogna i protagonitzada per Ingrid Rubio, Norberto Díaz, Ricardo Darín, Jorge Marrale i Norma Aleandro.

## Sinopsi
Després de la tràgica mort dels seus pares en accident de cotxe, una jove que s'ha quedat coixa ha de fer-se càrrec de la seva petita germana. Juntes intenten buscar-se la vida i, malgrat les seves dificultats de convivència, es tenen un gran amor i respecte mutu. Al llarg dels anys, la salut de la germana gran va empitjorant.

## Repartiment
- Ingrid Rubio com Carmela.
- Ricardo Darín com Andy.
- Norma Aleandro com Dolores.
- Norberto Díaz com Fernando.
- Jorge Marrale com Miguel.
- Boy Olmi com Richard.
- Mariano Martínez com Javier.
- Paola Krum com Sonia.
- Jimena Barón com Aneta (Nena).
- Florencia Bertotti com Aneta (Adolescent).
- Ulisses Di Roma com Baloncestista.
- Ricardo Passano com Ignacio.
- Roberto Vallejos com Michi.
- Elcira Olivera Garcés com Encarna.
- Oscar Ferrigno com Priesto.
- Ina Casares com Angelita.
- Carmen Renard com Conserte.
- Mónica Lacoste com Dorita.
- Mariano Bertolini com Federico.
- Florencia Carrillo com Paty.
- Matias Sciutto com Julián.
- Ana María Sarro com Tina.
- Carlos Gentile com Fotògraf.
- Federico Desseno com a Noi.
- Juan Ponce de Lleó com Cantant.
- René Cabell com Percussionista.
- Elke Orlob com Turista 1.
- Sara Bessio com Turista 2.
- Gabriel Germelli com Camioner 1.
- Daniel Devesa com Camioner 2.
- Patricia Camponovo com Llevant.
- Juan Santín com Pare de Carmela.
- Fernanda Nucci com Mare de Carmela
- Carmen Del Pino com Bebita.

## Premis
- XIII Premis Goya: Millor pel·lícula estrangera de parla hispana[3]
- Festival Internacional de Cinema de Mont-real (1998): Millor actriu (Ingrid Rubio)
- Premi Cóndor de Plata (1998): Millor actriu (Ingrid Rubio)
- Premi Cóndor de Plata (1998): Revelació femenina (Jimena Barón)